# Andrus Saareste

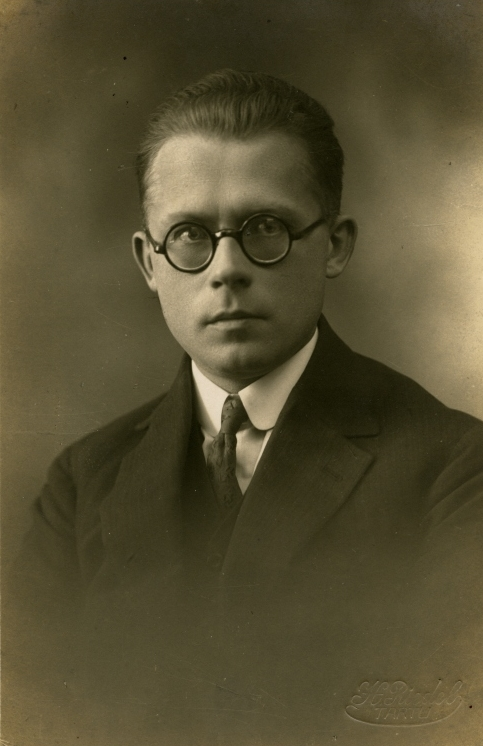
Andrus Saareste (vor 1933)

Andrus Saareste (bis 1921 Albert Helmut Gustav Saaberk, auch Saaberg, bis 1935 Albert Saareste, * 6. Junijul. / 18. Juni 1892greg. in Tallinn; † 11. Mai 1964 in Uppsala) war ein estnischer Sprachwissenschaftler und Dialektologe.

## Leben
Saareste machte 1912 auf dem Alexander-Gymnasium in Tallinn sein Abitur und immatrikulierte sich 1912 an der Kaiserlichen Universität Dorpat. Bereits 1913 wechselte er jedoch an die Universität Helsinki, wo er u. a. Finnisch, Romanistik und allgemeine Literaturwissenschaft studierte (bis 1917). Anschließend arbeitete er kurzzeitig als Lehrer in Tallinn, bevor er 1919 mobilisiert wurde und am Estnischen Freiheitskrieg teilnahm. Ab dem Herbst 1919 war er wieder an der Universität Tartu, die er 1921 mit dem Magistergrad abschloss. 1924 wurde er dort mit einer Arbeit über die estnischen Dialekte – die erste Doktorarbeit zur estnischen Sprache an dieser Universität – zum Dr. phil. promoviert.
Keine Woche nach seiner Promotion verstarb am 6. November 1924 der erste Professor für estnische Sprache an der Universität Tartu, Jaan Jõgever. Noch im selben Monat hielt Saareste daher seine ersten Vorlesungen, zunächst ein Jahr als Dozent, ab 1925 als außerplanmäßiger und ab 1928 als ordentlicher Professor für estnische Sprache an der Universität Tartu. Diesen Posten bekleidete er bis 1941, zwischenzeitlich war er Gastprofessor in Budapest (1935–1936). 1944 verließ er Estland Richtung Deutschland, 1945 übersiedelte er nach Schweden. Dort war er zunächst im Archivdienst tätig, bevor er sich von 1947 an als staatlicher Stipendiat an der Universität Uppsala wieder seinem Fachgebiet widmen konnte.

## Forschungstätigkeit
Saareste gilt als der „herausragendste Erforscher des Estnischen und seiner Dialekte“ der ersten Hälfte des 20. Jahrhunderts. Richtungweisend wurde er vor allem auf dem Gebiet der Dialektologie, womit er sich seit 1915 beschäftigte.
In der Frage der Spracherneuerung, die vor allem von Johannes Aavik vorangetrieben wurde, nahm er eine gegensätzliche Haltung zu diesem ein. Seiner Meinung nach sollte man „nicht mit Gewalt versuchen, die Germanismen des Estnischen auszumerzen, denn die gehörten einfach zu den Esten und würde ihre Zugehörigkeit zur mentalité européenne beweisen.“
Saareste war Begründer des Estnischen Spracharchivs, von 1924 bis 1931 Chefredakteur der sprachwissenschaftlichen Zeitschrift Eesti Keel, seit 1925 mehrmals Vorsitzender der Gesellschaft für Muttersprache und stellvertretender Vorsitzender der Estnischen Literaturgesellschaft. Er war seit 1931 Mitglied der Sprachwissenschaftlichen Gesellschaft zu Paris und seit 1933 korrespondierendes Mitglied der Finnisch-Ugrischen Gesellschaft in Helsinki, deren Ehrenmitglied er 1963 wurde.
Außerdem übersetzte Saareste französische Literatur ins Estnische (u. a. Flauberts Salambo und Voltaires Candide).

## Bibliografie (Auswahl)

### Monografien
- Murdesõnad Põhja-Eestist. Kirjakeeles tegelikuks tarvituseks. Tartu 1921.
- Leksikaalseist vahekordadest eesti murretes. I: Analüüs. Résumé: Du sectionnement lexicologique dans les patois estoniens. I. Analyse. Tartu 1924
- (gemeinsam mit Arno Rafael Cederberg): Valik Eesti kirjakeele vanemaid mälestisi a. 1524–1739. I, II. Tartu 1925–1931.
- Die estnische Sprache. Tartu 1932.
- Eesti õigekeelsuse päevaküsimustest. Tartu 1937.
- Eesti murdeatlas. Atlas des parlers estoniens. I, II. Tartu 1938, 1941.
- Agenda Parva (1622) keelest. Tartu 1939.
- Piibli keel ja rahvakeel. Avec un résumé: Langue biblique et langue populaire.Tartu 1940.
- Isiksus ja keel. Tartu 1940.
- Kaunis emakeel I, II. Lund 1952, 1959.
- Länsi-Viron sanaston suhteesta suomen kieleen. Helsinki 1953 (Suomi 106:3).
- Petit atlas des parlers estoniens. Väike eesti murdeatlas. Uppsala 1955.
- Eesti keele mõisteline sõnaraamat. Dictionnaire analogique de la langue estonienne. 4 Bände. Stockholm 1958–1963. Indeks: Uppsala 1979.
- (gemeinsam mit Alo Raun): Introduction to Estonian Linguistics. Wiesbaden 1965 (Ural-Altaische Bibliothek 12).

### Aufsätze
- 400-a. vanune keeleline leid Eestis, in: Eesti Keel 1923, S. 97–104, 136–149.
- Akusatiivist meie grammatikais, in: Eesti Keel 1926, S. 101–105.
- Wanradt-Kõlli katekismuse keelest, in: Eesti Keel 1930, S. 73–96.
- Piibli keel ja rahvakeel, in: Eesti Keel 1939, S. 174–226.
- Ainsuse illatiiv kolmesilbilistel tüvede, in: Eesti Keel 1940, S. 212–228.
- Sur la Place du Verbe Attributif dans la Proposition Subordonnée Estonienne, in: Apophoreta Tartuensia. Stockholm 1949, S. 36–47.
- Subjekti ja predikaadi vastastikusest asenemisest eesti keeles laiendi järgi, in: Virittäjä 1960, S. 293–301.

## Trivia
Zu Saarestes Haltung in der Spracherneuerung schreibt Johannes Aavik:
Ein Augenzeuge hat mir erzählt, wie nach einer Sitzung der Sprachkommission Saareste und Veski noch allein weitergestritten hätten, ob der Genitiv põrsa des estnischen Wortes põrsas ‚Ferkel‘, mit einem oder mit zwei ‚s‘ geschrieben werden sollte. Der Streit habe zwei ganze Stunden gedauert, bis schliesslich der alte Veski durch die Unnachgiebigkeit Saarestes zum Weinen gebracht worden sei. Der Furor philologicus herrscht in den estnischen Sprachstreitfragen in seiner ganzen Intensität.

## Sekundärliteratur
- Juhan Peegel: Üliõpilane Albert Saaberk, in: Keel ja Kirjandus 10/1965, S. 607–614.
- Julius Mägiste: Andrus Saareste in memoriam, in: Ural-Altaische Jahrbücher 1966, S. 112–115.
- Huno Rätsep: Andrus Saareste Tartu ülikoolis, in: Keel ja Kirjandus 9/1982, S. 464–473.
- Raimo Raag: Andrus Saareste Uppsalas, in: Keel ja Kirjandus 7/1995, S. 455–467.
- Seppo Suhonen: Andrus Saareste kirjad Lauri Kettusele, in: Kultuurisild üle Soome lahe: Eesti-Soome akadeemilised ja kultuurisuhted 1918–1944. Tartu: Eesti Kirjandusmuuseum 2005, S. 301–321.
- Reet Kasik: Andrus Saareste ja murdeuurimine, in: Dies.: Stahli mantlipärijad. Eesti keele uurimise lugu. Tartu: Eesti keele õppetool 2011, S. 120–129.
- Arnold Kask: Andrus Saareste keelelisest tegevusest, in: Emakeele Seltsi aastaraamat 28 (1982), S. 13–29.